# Milan Jelínek
Milan Jelínek, né le 22 juin 1923 à Brno, mort le 30 janvier 2014 dans la même ville, est un linguiste et slaviste tchèque, professeur de philologie tchèque, opposant au système totalitaire tchécoslovaque entre 1970 et 1989, et premier recteur de l'université Masaryk après la révolution de Velours.

## Biographie
Après la fin de la Seconde Guerre mondiale, Milan Jelínek étudie le tchèque, le russe et le serbo-croate à la faculté des lettres de l'université de Brno, où il travaille comme assistant dès la fin de ses études, puis maître-assistant et maître de conférences. De 1962 à 1965, il occupe le poste de doyen de la faculté des lettres. En 1964 il est nommé professeur. Il est détaché comme professeur invité en 1961-1962 à l'Université Ernst-Moritz-Arndt de Greifswald (alors en RDA) puis en 1965-1966 à la Sorbonne. De 1966 à 1970, il occupe les fonctions de vice-recteur pour les affaires pédagogiques.
Après l'écrasement du Printemps de Prague, il n'a plus le droit d'enseigner à partir de 1971 et est cantonné jusqu'en 1983 à des activités de recherche à l'institut de la langue tchèque (Ústav pro jazyk český) de l'Académie tchécoslovaque des sciences. Il parvient à organiser avec le soutien de la branche française de la Fondation pour l'éducation Jan-Hus (en) de 1986 à 1989 une « université clandestine » à son domicile en invitant des intellectuels et universitaires français, et en éditant avec sa femme Jana Jelínková des samizdats. Ils publient environ 120 titres de livres et 110 numéros de magazines et organisent quelque 32 cours clandestins.
En 1989, il est un des organisateurs du Forum civique en Moravie. Après la révolution de Velours, il est élu recteur de l'université en 1990, et il occupe ce poste jusqu'à sa retraite en 1992. Il s'implique dans de nombreux projets dont le développement de l'antenne d'Opava (en) : il sera nommé docteur honoris causa de l'université (Slezská univerzita v Opavě) en 2002.

## Publications
- O jazyku a stylu novin, 1957
- Jak kulturně mluvit a číst, 1960, avec Josef Hrabák (cs)
- Stylistické studie, 1974
- Český jazyk a jeho užití v propagačních textech, 1989
- Argumentace a umění komunikovat, 1999,  (ISBN 80-210-2186-1)
- Deutsch-tschechische Sprachbeziehungen: Germanismen, Personennamen, Ortsnamen, 2000,  (ISBN 3-89783-169-4)
- avec Jana Jelínková, Memoáry 1942-1971, Od okupace do okupace (Mémoires 1942-1971 : D'une Occupation à l'autre), 2018 (posthume), Moravské zemské muzeum,  (ISBN 978-80-7028-464-3)[3]